# Eildon
Eildon is een plaats in de Australische deelstaat Victoria en telt 665 inwoners (2006).